# Fabricius
Fabricius je priimek več znanih oseb:
- David Fabricius (1564—1617), nizozensko-nemški astronom
- Hieronymus Fabricius (1537—1619), italijanski anatom
- Johan Fabricius (1899—?), nizozemski pisatelj
- Johann Fabricius (1644—1729), nemški evangeličanski teolog
- Johannes Fabricius (1587—1615), nemški astronom
- Johann Albert Fabricius  (1668—1736), nemški bibliograf
- Johan Christian Fabricius (1745—1808), danski zoolog in ekonomist